# 인디언 전사
인디언 전사(The Indian Fighter)는 미국에서 제작된 안드레 드 토스 감독의 1955년 서부 영화이다. 커크 더글라스 등이 주연으로 출연하였다.
방영명은 인디언 파이터, DVD 출시명은 인디언 화이터, VOD 출시명은 커크 더글라스의 인디언 전사이다.

## 출연

### 주연
- 커크 더글라스
- 엘사 마티넬리

### 조연
- 월터 매튜
- 다이아나 더글러스
- 월터 아벨
- 론 채니 주니어
- 에두어드 프란즈
- 앨런 헤일 주니어
- 엘리사 쿡 주니어
- 레이 틸
- 프랭크 커디

## 제작진
- 미술: 위어드 이넨